# Львівський собор 1946

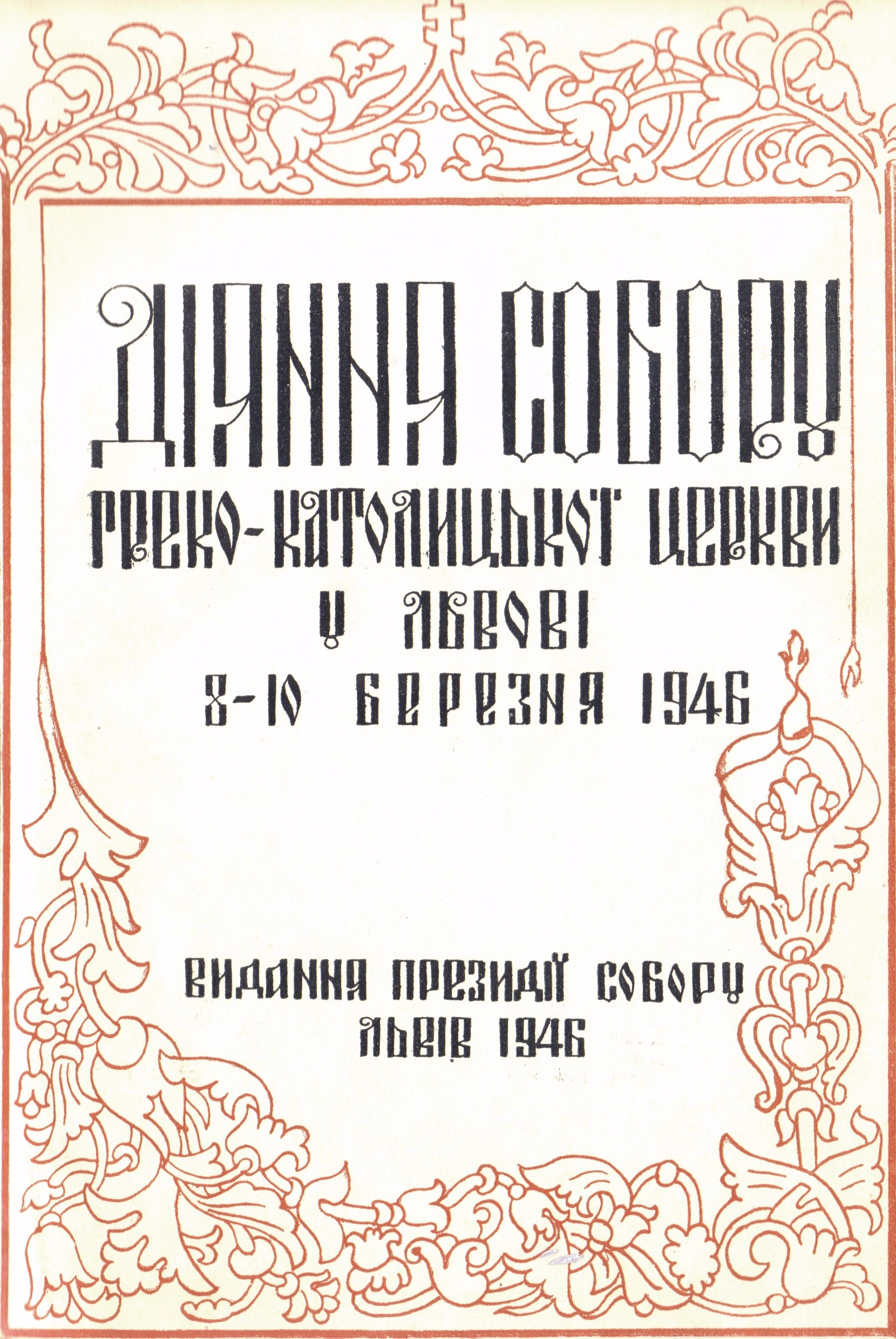
Монографія про Львівський собор 1946 р. Видання президії собору.

Льві́вський собор 1946 ро́ку, або Льві́вський псевдособор — собор (8–10 березня 1946 року), скликаний у Львові згідно з планом НКВС СРСР із ліквідації Української греко-католицької церкви, ініціативною групою у складі трьох священників: Гавриїла Костельника, Михайла Мельника, Антонія Пельвецького як представників трьох єпархій Галицької митрополії: Львівської, Перемиської і Станиславівської, не визнаний Ватиканом. Оскільки жодного єпископа УГКЦ на цьому соборі не було, завдяки чому, згідно з канонічним правом, Львівський «собор» був лише неканонічним зібранням. Саме тому як УГКЦ, так і вся католицька церква, вважають це зібрання псевдособором.
Постанню Ініціативної групи і скликанню «собору» передував масовий фізичний і моральний терор органів НКВС у 1944–1946 роках над усіма ієрархами греко-католицької церкви в Галичині з митрополитом Йосифом Сліпим на чолі — і засудження їх таємним судом у Києві в березні 1946 року на довгострокове ув'язнення або заслання до таборів примусової праці.
Ініціативна група оформилася 28 травня 1945 року. На посаду голови групи було обрано о. д-р. Гавриїла Костельника, якого органи НКДБ у квітні 1945 року призначили адміністратором Львівської архієпархії.
Також туди ввійшли вікарій Перемиської єпархії о. Михайло Мельник і парох міста Копичинці, Станіславівської єпархії о. Антін (Антоній) Пельвецький. Згодом ініціативна група попросила дозволу офіційно провадити свою діяльність:
|  | Наша Церква опинилася в стані безвластя та дезорієнтації […] Тому ми, підписані, чільні представники з наших трьох єпархій, рішилися вивести нашу Церкву зі стану анархії в стан консолідації для перетворення її на православну Церкву[…] А саме, ми постановили очолювати Ініціятивну групу греко-католицької Церкви по возз’єднанню з православною Церквою […] Отже, просимо затвердити нашу Ініціятивну групу і признати її право вести намічене діло. |

Згодом учасники Ініціативної групи почали «закликали українське католицьке духовенство за прикладом „політичного з'єднання України з Росією“ переходити до з'єднання з РПЦ».
Через деякий час Ініціативна група отримує дозвіл керувати Церквою в Галичині як єдиний Церковний орган: «18 червня 1945 року, за вказівкою уряду, діяльність Центральної ініціативної групи була санкціонована уповноваженим ради у справах Російської православної Церкви при РНК УРСР Павлом Ходченком».
А на початку 1946 року Костельник звернувся з проханням до місцевої влади, щоб дозволити провести собор з 8 по 10 березня того ж року у соборі святого Юра. 12 лютого того самого року патріарх Алексій надіслав Костельникові телеграму, в якій дав благословення на проведення собору у Львові, а згодом 18 лютого відбулася зустріч ініціативної групи у Львові, на якій було затверджено списки учасників «собору».
«Собор», в якому взяли участь 216 представників місцевого духівництва та делегація московської патріархії, одностайно ухвалив рішення за ліквідацію Берестейської унії 1596 року, себто розриву з Ватиканом та возз'єднання з Російською православною церквою.
У дійсності «собор» був неканонічний, бо його скликання і ухвали порушили церковні канони; ще перед «собором» три члени Ініціативної групи перейшли на російське православ'я (два з них — М. Мельник і Й. Пельвецький — були таємно рукоположені на єпископів Російської православної церкви). Сам «собор» був підготовлений і керований за директивами патріарха Російської православної церкви Алексія I та органів радянської влади.
У дусі постанов цього «собору» відбулася поступова ліквідація греко-католицької церкви в Закарпатській області України (1946–1949) та на Пряшівщині (1950).
Наслідки Львівського псевдособору з точку зору греко-католиків ліквідовано в 1989–1990 роках, хоча певна частина населення Галичини залишилася у православній церкві.

## Постанова собору
8 березня 1946 року
Зібравшись у кафедральному храмі Святого Юрія у Львові, перший раз в історії волелюбних народів, братськи об'єднаних в Великому Союзі Радянських Соціалістичних республік, зібрані в єдину Українську Радянську державу і український нарід став з'єдинений, заслухавши доповідь голови Централі Ініціативної групи греко-католицької Церкви по возз'єднанню з Руською Православною Церквою о. д-ра Гавріїла Костельника і після переведеної дискусії, Собор стверджує:
1. Що Рим штучно виломився в XI столітті з первісної братерської православно-соборної Церкви, щоб таким чином накинути свою диктатуру всій Церкві; що церковна унія була накинута нашому народові в. XVI столітті римо-католицькою агресивною Польщею, як міст до спольщення і златинізування нашого українського (і білоруського) народу; що в теперішній нашій ситуації, коли завдяки героїчним подвигам і славній перемозі Радянського Союзу, всі українські землі найшлися разом і український нарід став хазяїном на всіх своїх землях, було б нерозумним підтримувати далі уніатські тенденції і було б непрощенним гріхом продовжувати в нашому народі ненависть та братовбійну борню, причиною якої була в історії унія та й завжди мусить бути.
Виходячи з цих засад, Собор постановив відкинути постанови берестейського Собору з 1596 року, зліквідувати унію, відірватись від Ватикану і повернутись до нашої батьківської святої православної віри і Руської Православної Церкви.
2. Зважаючи на Христові слова «да всі будуть єдино», тобто, що християнам слід єднатися в любові і богопочитанні, постановивши приєднатися до Руської Святої Православної Церкви, Собор вважає необхідним вислати в цій справі прохання до Його Святості Алексія, патріарха Московського і всієї Русі, і про свої постанови повідомити Раднарком УРСР, а також Голову Ради в справах Руської Православної Церкви при Раді Народних Комісарів СРСР.
3. Зважаючи, що римські папи в історії завжди вели свою себелюбну політику, Собор висловлює своє переконання в тому, що в умовах, коли волелюбні народи всього світу боролись за своє існування, Ватикан цілком стояв на боці кривавого фашизму і виступив проти Радянського Союзу, який зусиллям всіх братськи об'єднаних народів захистив наш український нарід від рабства і знищення та об'єднав всі наші землі в єдину Соборну Українську Радянську Державу, а тим самим і визволив нас від національного і церковно-релігійного поневолення.
Собор висловлює від імені всього духовенства і вірних свою глибоку подяку за це визволення державним мужам Великого Радянського Союзу і Української Держави, довір'я до яких так однодушно продемонстрували всі народи під час виборів до Верховної Ради СРСР, і свідчить про незломну вірність своїй Батьківщині.
4. 3 нагоди повороту до Святої Православної Церкви, Собор постановив вислати відповідні телеграми до Його Святості Царгородського Вселенського Патріарха, до Його Святості Алексія Патріарха Московського і всієї Русі, до Його Високопреосвященства Йоана, митрополита Київського і Галицького, Екзарха всієї України, а також прийняти звернення від Собору до всього духовенства і вірних уніатської Церкви, щоб повернулись до віри своїх предків.